# محسن کاظمینی
محسن کاظمینی (زاده ۱۳۴۰ کاشان) سرتیپ سپاه پاسداران انقلاب اسلامی است، که از سال ۱۴۰۰ تا سال ۱۴۰۲ به‌عنوان قائم‌مقام وزیر جهاد کشاورزی در قرارگاه امنیت غذایی فعالیت می‌کرد، همچنین برای مدتی، معاون اجرایی دبیرخانه مجمع تشخیص مصلحت نظام بوده‌است.
وی فعالیت نظامی را در سال ۱۳۵۹ از سپاه پاسداران آغاز کرد و در خلال جنگ ایران و عراق از اعضای لشکر ۲۷ محمد رسول‌الله بود. کاظمینی از ۱۳۸۱ تا ۱۳۸۷ فرماندهی لشکر ۷ زرهی ولی عصر را برعهده داشت و با حفظ سمت فرمانده قرارگاه کربلا بود و از ۱۳۸۷ تا ۱۳۸۸ به‌عنوان فرمانده سپاه ولی عصر خوزستان فعالیت می‌کرد. وی از ۱۳۸۸ تا ۱۳۹۰ معاون عملیات سپاه پاسداران بود، در فاصله سالهای ۱۳۹۰ تا ۱۳۹۶ به‌عنوان فرمانده سپاه محمد رسول‌الله تهران بزرگ فعالیت می‌کرد و از ۱۳۹۱ تا ۱۳۹۶ با حفظ سمت، فرماندهی قرارگاه ثارالله را نیز برعهده داشت.

## فساد مالی چای دبش
در زمان مسئولیت کاظمینی به عنوان قائم‌مقام وزیر جهاد کشاورزی در قرارگاه امنیت غذایی، فساد مالی چای دبش اتفاق افتاد. غلامحسین محسنی اژه‌ای رئیس قوه قضائیه در آذر ۱۴۰۲ اعلام کرد که کاظمینی جزو متخلفان این پرونده بود.